# Maeystown
Maeystown és una vila dels Estats Units a l'estat d'Illinois. Segons el cens del 2000 tenia 148 habitants.

## Demografia
Segons el cens del 2000, Maeystown tenia 148 habitants, 54 habitatges, i 44 famílies. La densitat de població era de 190,5 habitants/km².
Dels 54 habitatges en un 35,2% hi vivien nens de menys de 18 anys, en un 70,4% hi vivien parelles casades, en un 5,6% dones solteres, i en un 18,5% no eren unitats familiars. En el 16,7% dels habitatges hi vivien persones soles el 14,8% de les quals corresponia a persones de 65 anys o més que vivien soles. El nombre mitjà de persones vivint en cada habitatge era de 2,74 i el nombre mitjà de persones que vivien en cada família era de 3,09.
Per edats la població es repartia de la següent manera: un 25% tenia menys de 18 anys, un 10,8% entre 18 i 24, un 29,1% entre 25 i 44, un 18,9% de 45 a 60 i un 16,2% 65 anys o més.
L'edat mediana era de 37 anys. Per cada 100 dones de 18 o més anys hi havia 94,7 homes.
La renda mediana per habitatge era de 40.417 $ i la renda mediana per família de 43.750 $. Els homes tenien una renda mediana de 28.750 $ mentre que les dones 16.250 $. La renda per capita de la població era de 14.432 $. Aproximadament el 5% de les famílies i el 4,1% de la població estaven per davall del llindar de pobresa.

## Poblacions properes
El següent diagrama mostra les poblacions més properes.